# 712 Dywizja Piechoty (III Rzesza)
712 Dywizja Piechoty (niem. 712. Infanterie-Division) – niemiecka dywizja z czasów II wojny światowej, sformowana w Trewirze na mocy rozkazu z 5 maja 1941, w 15. fali mobilizacyjnej w XII Okręgu Wojskowym.

## Struktura organizacyjna
Struktura organizacyjna w maju 1941
732. i 745. pułk piechoty, 652. oddział artylerii, 712. kompania pionierów, 712. komapania łączności;
Struktura organizacyjna w listopadzie 1942
732. i 745. pułk grenadierów, 652. oddział artylerii, 712. kompania pionierów, 712. kompania przeciwpancerna, 712. komapania łączności;
Struktura organizacyjna w sierpniu 1943
732. i 745. pułk grenadierów, 652. pułk artylerii, 712. kompania pionierów, 712. kompania przeciwpancerna, 712. komapania łączności;
Struktura organizacyjna w październiku 1943
732. i 745. pułk grenadierów, 652. pułk artylerii, 712. batalion pionierów, 712. kompania przeciwpancerna, 712. oddział łączności;
Struktura organizacyjna w styczniu 1944
732. i 745. pułk grenadierów, 1712. pułk artylerii, 712. batalion pionierów, 712. kompania przeciwpancerna, 712. oddział łączności;
Struktura organizacyjna w grudniu 1944
731., 744. i 763. pułk grenadierów, 1712. pułk artylerii, 712. batalion pionierów, 1712. batalion fizylierów, 712. oddział przeciwpancerny, 712. oddział łączności, 1712. polowy batalion zapasowy.

## Dowódcy dywizji
- gen. mjr George von Döhner 5 V 1941 – 16 IV 1942;
- gen. por. Friedrich – Wilhelm Neumann 16 IV 1942 – 1 II 1945;
- gen. mjr[1] Joachim von Siegroth 1 II 1945 – 2 V 1945